# Nathaniel Kleitman
Nathaniel Kleitman   (Chisinau, 26 d'abril de 1895 - Los Angeles, 13 d'agost de 1999) va ser un catedràtic emèrit de fisiologia de la Universitat de Chicago.

## Biografia
Nascut en el si d'una família jueva moldava, a causa de l'antisemitisme soviètic va emigrar als Estats Units d'Amèrica (EUA) via Palestina el 1915.
Autor del cèlebre llibre de 1939 Sleep and Wakefulness, és considerat el pare de la recerca moderna sobre el son. Kleitman estava profundament interessat en la consciència i va raonar que podia conèixer la consciència estudiant la inconsciència del son. Al costat del seu estudiant de postgrau Eugene Aserinsky, va descobrir el son de moviments oculars ràpids (MOR), també anomenat somni REM (de l'anglès rapid eye movements) i va demostrar que estava relacionat amb l'activitat elèctrica del cervell durant els somnis.
Kleitman va emigrar als EUA el 1915 i va obtenir el doctorat al departament de fisiologia de la Universitat de Chicago el 1923 amb la tesi Studies on the physiology of sleep. Dos dels seus estudiants van arribar a ser cèlebres investigadors de la medicina del son: l'esmentat Eugene Aserinsky i William Charles Dement.
Conegut pel seu rigor personal i experimental, Kleitman va fer estudis sobre el son sota terra a la cova Mammoth de Kentucky, estudis sota l'aigua en submarins durant la Segona Guerra Mundial i també per sobre del cercle polar àrtic.